# کانن ئی‌اواس ۴۰۰دی
دوربین کانن ئی‌اواس ۴۰۰دی (به انگلیسی: Canon EOS 400D) که در ژاپن با نام (به انگلیسی: EOS Kiss Digital X) و در آمریکا با نام (به انگلیسی: Rebel XTi) شناخته می‌شود دوربین تک لنزی بازتابی (DSLR) شرکت کانن می‌باشد، که در تاریخ ۲۴ آگوست ۲۰۰۶ توسط این شرکت معرفی شد.

## مشخصات کلی
- وزن بدنه: ۵١۰ گرم
- مشخصات حسگر و پرونده: حسگر (به انگلیسی: CMOS) با کیفیت ١٠٫١ مگاپیکسل - اندازه ۲۲٫۲ × ۱۴٫۸ میلی‌متر
- سرعت شاتر: از ۱/۴۰۰۰ ثانیه تا ۳۰ ثانیه
- حساسیت سنسور: ۱۰۰ تا ۱۶۰۰
- صفحه نمایش: ٢٫۵ اینچ تی‌اف‌تی با رزولوشن ۲۳۰٬۰۰۰ پیکسل

### نگارخانه

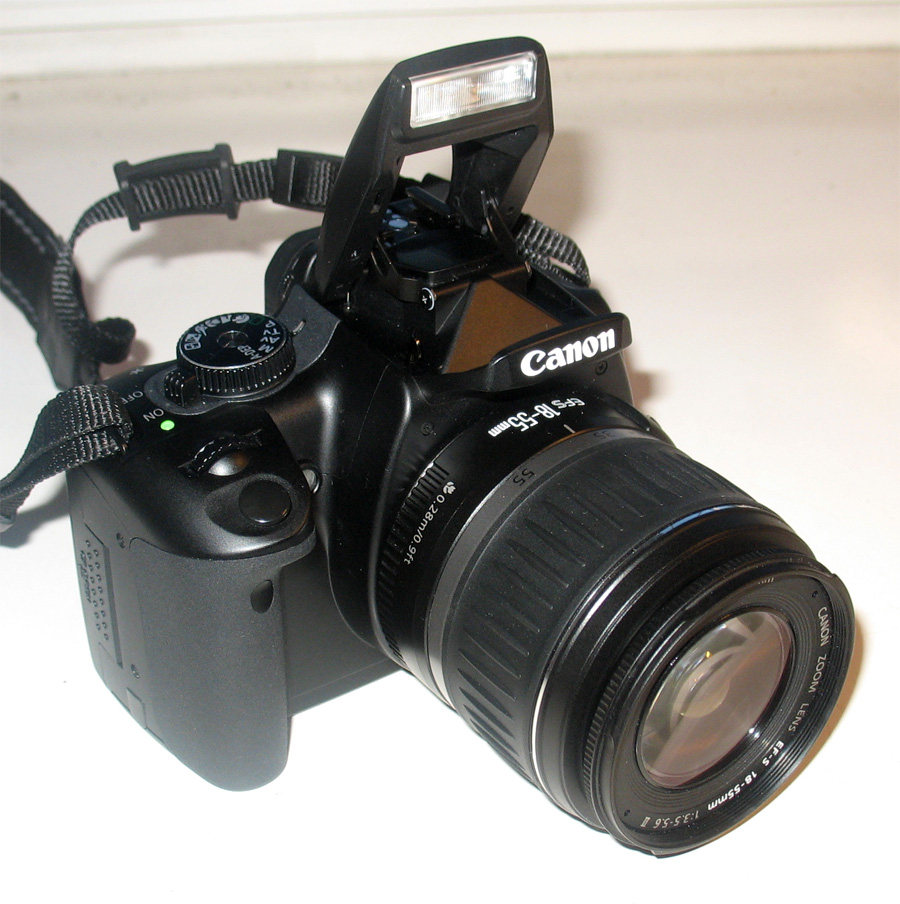
کانن ای‌اواس ۴۰۰دی
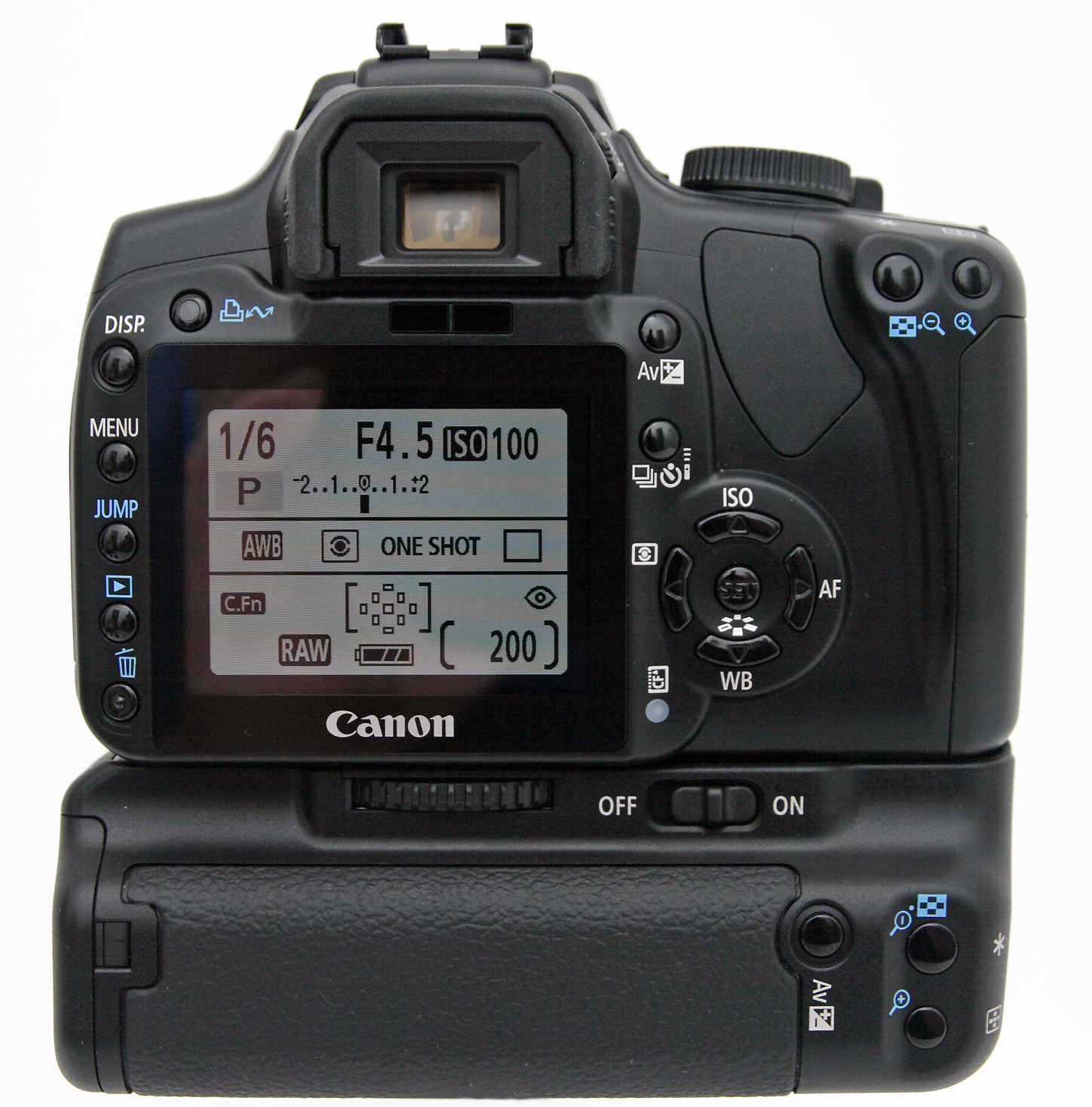
کانن ای‌اواس ۴۰۰دی
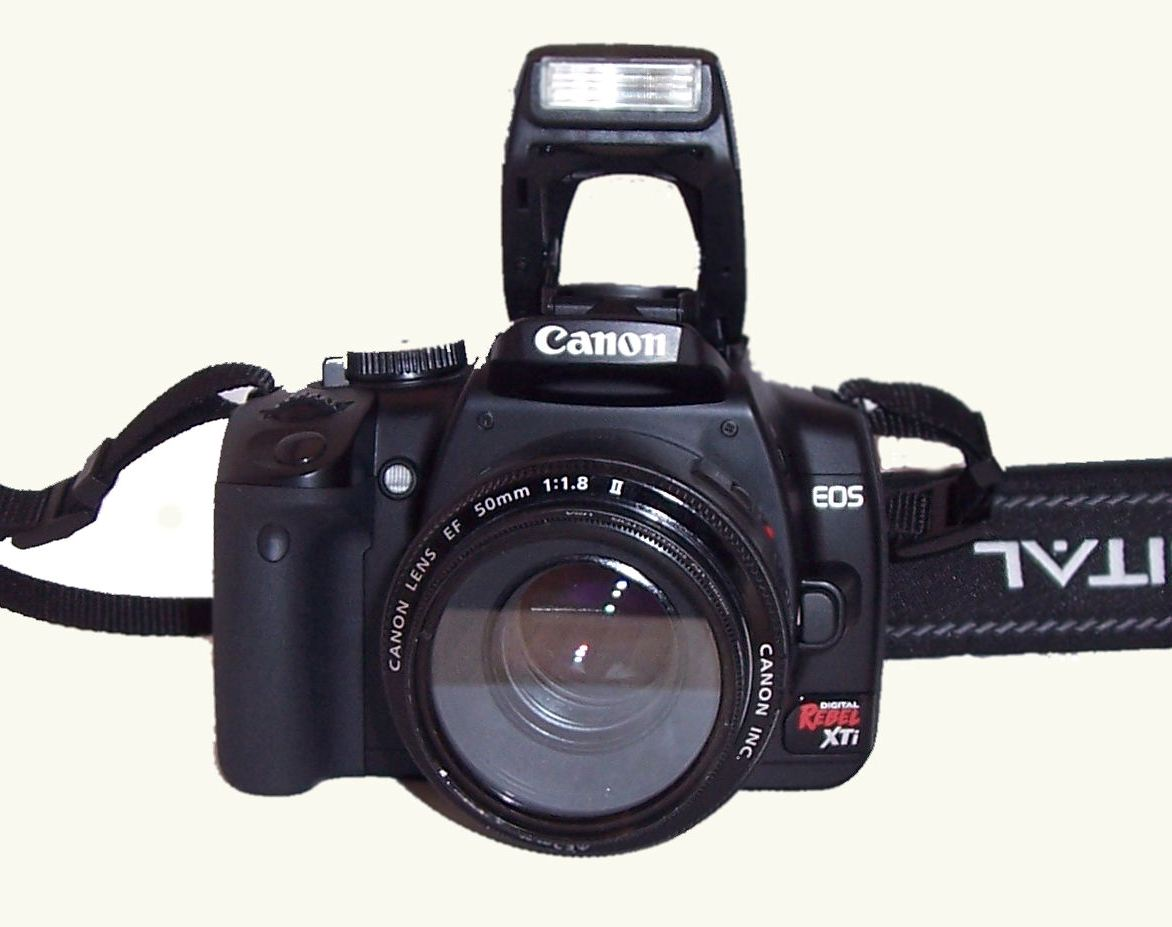
کانن ای‌اواس ۴۰۰دی